# 박하지하 : 민트의 여름
《박하지하 : 민트의 여름》(薄荷之夏)는 2021년 방송되었던 중국의 드라마이다.

## 줄거리
- 대도시에 살던 여자아이 퉁시는 바닷가의 소도시에서 공부하게 된다. 그러다 소꿉친구인 린난이와 오해가 생겨 사이가 틀어진다. 이후, 퉁시가 고향으로 돌아와 난이와 재회하고, 난이는 그녀가 댄서의 꿈을 이룰 수 있도록 격려해 준다. 퉁시도 난이가 만화를 향한 열정을 쫓을 수 있도록 도와주며, 두 사람은 난관을 극복하고 행복해진다.

## 등장인물
- 예가흔 (倪珂欣) - 퉁시 역
- 진학일 (陈鹤一) - 린난이 역
- 장이약 (张伊诺) - 따오주 역
- 사택성 (谢泽成) - 왕이밍 역
- 한흔여 (韓昕妤) - 니샤오완 역
- 이백용 (李柏蓉) - 미야 역
- 전사이 (錢思怡) - 리우원 역